# Bristol (Kenosha County, Wisconsin)
Bristol ist eine Gemeinde (mit dem Status „Village“) im Kenosha County im US-amerikanischen Bundesstaat Wisconsin. Im Jahr 2010 hatte Bristol 2584 Einwohner.
Bristol ist Bestandteil der Metropolregion Chicago.

## Geografie
Bristol liegt im Südosten Wisconsins, rund 20 km westlich des Michigansees. Die geografischen Koordinaten von Bristol sind 42°33′32″ nördlicher Breite und 88°02′57″ westlicher Länge. Das Gemeindegebiet erstreckt sich über eine Fläche von 23,39 km².
Nachbarorte von Bristol sind Union Grove (14,5 km nördlich), Pleasant Prairie (12 km östlich), Kenosha (20,9 km in der gleichen Richtung), Antioch in Illinois (12,2 km südsüdwestlich), Camp Lake (9,5 km westsüdwestlich), Salem (6 km westlich) und Paddock Lake (7,6 km westnordwestlich).
Die nächstgelegenen größeren Städte sind Wisconsins größte Stadt Milwaukee (64,4 km nördlich), Chicago in Illinois (96,5 km südsüdöstlich), Rockford in Illinois (104 km westsüdwestlich) und Wisconsins Hauptstadt Madison (148 km westnordwestlich).

## Verkehr
Der in Nord-Süd-Richtung verlaufende U.S. Highway 45 kreuzt in Bristol den von West nach Ost führenden Wisconsin State Highway 50. Alle weiteren Straßen sind untergeordnete Landstraßen, teils unbefestigte Fahrwege sowie innerörtliche Verbindungsstraßen.
Die nächsten Flughäfen sind der Milwaukee Mitchell International Airport in Milwaukee (54,4 km nördlich) und der Chicago O’Hare International Airport in Chicago (73,2 km südsüdwestlich).

## Bevölkerung
Nach der Volkszählung im Jahr 2010 lebten in Bristol 2584 Menschen in 934 Haushalten. Die Bevölkerungsdichte betrug 10,5 Einwohner pro Quadratkilometer. In den 934 Haushalten lebten statistisch je 2,77 Personen.
Ethnisch betrachtet setzte sich die Bevölkerung zusammen aus 94,9 Prozent Weißen, 1,2 Prozent Afroamerikanern, 0,2 Prozent amerikanischen Ureinwohnern, 0,5 Prozent Asiaten sowie 1,4 Prozent aus anderen ethnischen Gruppen; 1,7 Prozent stammten von zwei oder mehr Ethnien ab. Unabhängig von der ethnischen Zugehörigkeit waren 4,6 Prozent der Bevölkerung spanischer oder lateinamerikanischer Abstammung.
26,5 Prozent der Bevölkerung waren unter 18 Jahre alt, 64,8 Prozent waren zwischen 18 und 64 und 8,7 Prozent waren 65 Jahre oder älter. 50,4 Prozent der Bevölkerung war weiblich.
Das mittlere jährliche Einkommen eines Haushalts lag bei 68.879 USD. Das Pro-Kopf-Einkommen betrug 32.507 USD. 3,6 Prozent der Einwohner lebten unterhalb der Armutsgrenze.

## Bekannte Bewohner
- Alfred Caldwell (1903–1998) – Architekt, Landschaftsarchitekt und Dichter – gestorben in Bristol